# Lotus E21
Lotus E21 — спортивний гоночний автомобіль команди Формули-1 Lotus F1 Team.

## Історія
Машина розроблена та побудована для участі в Чемпіонаті світу з автоперегонів у класі Формула-1 сезону 2013 року. Буква «E» у назві боліда — це скорочення від Енстоун (Enstone), населений пункт, де розташовується штаб-квартира та головна база команди Lotus. Цифра двадцять один означає 21 автомобіль для Формули-1, котрий створений на базі автомобіля 92-го року (з 1992 року це були боліди Benetton, потім Renault).

## Презентація
Гоночний болід був представлений 28 січня 2013 року.

## Результати виступів
| 2013 | Lotus | Renault RS27-2013 | P |                   |   |    |   |   |   |      |      |    |     |   |   |      |    |      |   |   |   |      |    |      |     |   |
| 2013 | Lotus | Renault RS27-2013 | P | Кімі Ряйкконен    | 1 | 1  | 7 | 2 | 2 | 2    | 10   | 9  | 5   | 2 | 2 | Схід | 11 | 3    | 2 | 5 | 7 | Схід |    |      | 315 | 4 |
| 2013 | Lotus | Renault RS27-2013 | P | Хейккі Ковалайнен |   |    |   |   |   |      |      |    |     |   |   |      |    |      |   |   |   |      | 14 | 14   | 315 | 4 |
| 2013 | Lotus | Renault RS27-2013 | P | Ромен Грожан      | 2 | 10 | 6 | 9 | 3 | Схід | Схід | 13 | 19† | 3 | 6 | 8    | 8  | Схід | 3 | 3 | 3 | 4    | 2  | Схід | 315 | 4 |

† Пілот не зміг завершити перегони але був класифікований подолавши понад 90% дистанції.

Жирний шрифт — поул

Курсив — найшвидше коло

## Цікаві факти
- Відео презентації Lotus E21 (анг)
- Відео-порівняння болідів Ф-1 2012 і 2013 років (анг)